# Anthrenoides cearensis
Anthrenoides cearensis är en biart som beskrevs av Urban 2006. Anthrenoides cearensis ingår i släktet Anthrenoides och familjen grävbin. Inga underarter finns listade i Catalogue of Life.